# Sociotechniek
De sociotechniek is een bedrijfskundige stroming gericht op het verbeteren van het functioneren van mens en organisatie door aanpassing of herontwerp van werkprocessen en organisatie van de techniek of diensten én van de menselijke arbeidstaken.
Sociotechniek is afgeleid uit de systeemtheorie en betreft een herontwerp- en veranderingsmanagementtheorie die in de jaren vijftig van de 20e eeuw aan het Tavistock Institute (Verenigd Koninkrijk) ontstond. Op basis van de ervaringen in organisaties werd de theorie aan universiteiten en bij onderzoeksbureaus verder uitgewerkt en vernieuwd. De ontwerpprincipes van deze benadering zijn toegepast in Noord-Europa, Australië en de Verenigde Staten. Ze staan daar bekend als de Integral Organisational Renewal-benadering.

## Nederland

### Overzicht
De sociotechniek is volgens Frans van Eijnatten een "toegepaste wetenschap die zich beijvert voor het verbeteren van het functioneren van zowel mens als organisatie door middel van aanpassing of fundamenteel herontwerp van werkprocessen en organisatie van de techniek of diensten én van de menselijke arbeidstaken"
Ulbo de Sitter is de grondlegger van de sociotechniek in Nederland en vat de kern van de sociotechniek samen als: "complexe taken in een eenvoudige organisatie in plaats van eenvoudige taken in een complexe organisatie". Dit in relatie tot een op dat moment aanwezige behoefte aan meer slagvaardigheid van organisatie naar de afzetmarkt en dienstverlening enerzijds. En anderzijds een betere aansluiting te krijgen naar de arbeidsmarkt. Beter en hoger opgeleide medewerkers zoeken interessantere banen dan op dat moment voorhanden waren.

### Geschiedenis
Nadat Nederland na de verwoestingen van de Tweede Wereldoorlog op een zeer efficiënte manier grotendeels is herbouwd en er vervolgens – beïnvloed door de kwaliteitssuccessen van Japan – hard gewerkt is aan de kwaliteit van productieprocessen en dienstverlening, ontstond er grote behoefte aan flexibilisering van organisaties en arbeidsprocessen. Naast confectie in de zin van massaproductie was er grote behoefte aan maatwerk, gericht op de verscheidenheid van speciale doelgroepen.
De Sitter, hoogleraar aan TU Eindhoven, werkte de ideeën uit onder de noemer mens (socius) en organisatie (hulpmiddel, werkstructuur). De Sitter rekende via onderzoek af met de stelling, dat grotere arbeidssatisfactie in het werk alleen bereikt kan worden door beter leidinggeven, samenwerking en sociale kadervorming. Als een werkend individu geen regelvermogen krijgt zal hij zich uiterlijk aanpassen aan de situatie en zich tegelijkertijd innerlijk verzetten (ziekteverzuim). Wanneer regelbehoefte en regelvermogen niet met elkaar in balans zijn ontstaat vervreemding, ongenoegen en stress in de organisatie. Door goed toegepaste sociotechniek wordt flexibiliteit van bedrijven gerealiseerd onder meer door middel van hele taakgroepen en zelflerende teams.
Deze ontwikkeling is de aanzet geweest tot het concept van "lerende organisaties". De ideeën van De Sitter kregen aanvankelijk weinig gehoor. Vooral door de tegenstelling van zijn opvattingen over mens en organisatie en de opvattingen van Constant Botter (1928), eveneens verbonden aan de Technische Hogeschool in Eindhoven. Botter stond nog meer in de lijn van het traditionele efficiency-denken en botste herhaaldelijk met De Sitter. 
Botter was meer georiënteerd op de externe distributielogistiek, terwijl De Sitter de wisselwerking tussen mens en organisatie en met name flexibele inzet van mens en organisatie centraal stelde. Voor hem waren kwaliteit van de arbeid, kwaliteit van de organisatie en kwaliteit van de arbeidsverhouding het centrale thema. De opvattingen van De Sitter waren sterk gericht op ontbureaucratisering.
Om aan de ideeën van De Sitter meer kenbaarheid te geven werd op initiatief van J.J.G. Hasken in 1981 de Nederlandse stichting ter bevordering van Kwaliteit van Werk en Organisatie NKWO opgericht. Bij de Stichting NKWO waren betrokken de technische universiteiten van Eindhoven en Delft en vertegenwoordigers van werkgevers en werknemers, FME, FNV en CNV. NKWO organiseerde congressen over werk en organisatie en stond ook borg voor kwaliteit van de sociotechnische opleidingen voor directie, bedrijfsleiding, middenkader en medewerkers.
Een van de eerste taken van de stichting was de ontwikkeling, naar Zweeds model en met steun van het ministerie van Economische Zaken, van managementprogramma’s voor drie categorieën managers. Economische Zaken wilde op die manier een bijdrage leveren aan het slagvaardiger maken van Nederlandse bedrijven.
De volgende programma’s werden ontwikkeld
1. Kerncursus Industriële organisaties.
2. Kerncursus Grote kantoor- en dienstverlenende organisaties.
3. Kerncursus KMO-bedrijven.

In deze managementprogramma’s werden drie concepten geïntegreerd.
- De opvatting van De Sitter: Kwaliteit van organisatie
- De opvatting van Jan in ’t Veld: Systeemkunde
- De opvatting van J. Hasken: Integrale organisatievernieuwing (IOV).

Een grote groep managers heeft in de jaren 80 en 90 deze cursusprogramma’s gevolgd en op die wijze invloed gehad op de flexibilisering van bedrijven.
Om zijn theorie in de praktijk te kunnen toepassen sloot De Sitter zich in 1986 aan bij adviesgroep KOERS in 's-Hertogenbosch. Een adviesgroep die door J.J.G. Hasken en W.L.M. van Luyn was opgericht.
Een groep adviseurs werkte met behulp van de systeemtheorie van Jan in ’t Veld, de ideeën van De Sitter en de opvattingen van Hasken over organisatieverandering en -implementatie, het zogenaamde Integrale Organisatie Veranderingsmodel (IOV) uit.
Hierin werden ervaringen uit de praktijk samengebracht vanuit de werkstructureringsprojecten bij onder andere Philips (W. van Luijn), vanuit de opleiding Interne Organisatie Advies, IOA van Hasken en van Luyn, en de adviespraktijk en inventarisatie van praktijkervaringen met sociotechniek van Friso den Hertog en Albert van Assen.
Vele grote projecten in productiebedrijven en in de dienstverlening zijn met succes uitgevoerd.
Vanuit adviesgroep KOERS, die is opgericht in 1984, zijn nieuwe adviesgroepen ontstaan die zich baseren op de sociotechniek. De bekendste zijn de ST-groep in Vught van Pierre van Amelsvoort, van Hondel consult in Chaam en Rubicon Advies voor Organisatie Dynamiek met J. Naber en  Frank Verschuur in Eindhoven.

## Toepassing
Belangrijke bijdragen vanuit de sociotechniek aan de vormgeving van organisaties zijn de begrippen:
- hele taakgroepen, later: zelfsturende teams
- stroomsgewijs produceren
- productiestructuur en besturingsstructuur
- integrale organisatievernieuwing, die in Nederland haar oorsprong vindt bij de Stichting NKWO en de Adviesgroep KOERS
- kwaliteit van de organisatie, kwaliteit van de arbeid en kwaliteit van de arbeidsverhoudingen